# Attaque sur Nicotera (1074)
L'expédition ziride contre Nicotera est un raid maritime opéré par une flotte ziride le 23 juin 1074 contre la côte calabraise, plus précisément sur la ville de Nicotera, sous domination normande.

## Contexte
Les zirides avaient retiré leurs forces de la Sicile avant la prise de Palerme, mais étaient  tout de même très bien informés des développements dans la région de Calabre, l'attaque en 1074 mais aussi celle en 1085 ont lieu pendent que les membres de la famille Hauteville étaient en guerre les uns contre les autres.

## Déroulement et Conséquences
Le 23 juin 1074 une escadre Zirid  apparaît sur les côtes de Calabre et les ravage, la ville de Nicotera est rasé au sol et le fort de la ville qui a été construit  en 1065 par le duc Robert Guiscard fut détruit. Les zirides sous le commandement d'un des proches de Tamim ben al-Muizz prennent des captifs qu'ils rançonnent ou réduisent à esclavage,.